# Oxana Alexandrowna Akinschina

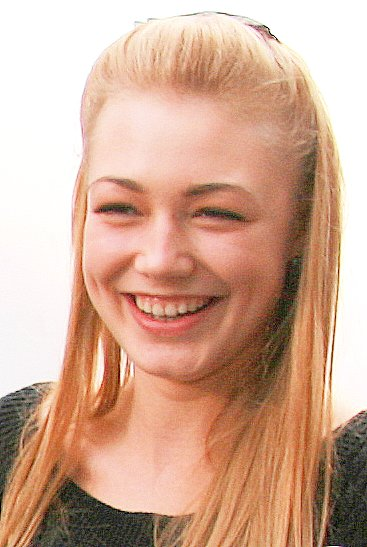
Oxana Akinschina (2007)

Oxana Alexandrowna Akinschina (russisch Оксана Александровна Акиньшина; * 19. April 1987 in Leningrad) ist eine russische Schauspielerin.

## Leben
Ihre ersten Castings besuchte sie mit zwölf Jahren. In Russland spielte sie kleinere Rollen in Fernsehproduktionen. Der Regisseur und Schauspieler Sergei Sergejewitsch Bodrow entdeckte sie 2001 für den Spielfilm „Сёстры“ (dt. Ungleiche Schwestern). Eine Hauptrolle in Lukas Moodyssons Lilja 4-ever (2002) machte sie auch im Ausland bekannt.
Sie wurde auf verschiedenen Filmfestivals 2002 und 2003 als Beste Darstellerin ausgezeichnet, darunter auch eine Nominierung beim Europäischen Filmpreis 2002. Während der Dreharbeiten zu Lilja 4-ever benötigte sie durchgehend einen Dolmetscher, da sie weder Englisch noch Schwedisch konnte, um sich mit dem Regisseur zu verständigen.
Der Erfolg des Films und ihre schauspielerische Leistung brachten ihr eine Nebenrolle (als Irena Neski) in der deutsch-amerikanischen Produktion Die Bourne Verschwörung von 2004 ein. In dem Film spielt sie die Tochter des ermordeten russischen Politikers Neski und dessen Frau. Ihr Auftritt ist auf ca. drei bis fünf Minuten beschränkt, wobei sie nur sehr wenig – teils russisch, teils englisch – spricht.
2003 spielte Akinschina in dem russischen Kinoerfolg „Igry Motylkow“ (russisch Игры Мотыльков) mit. Während der Dreharbeiten lernte sie den russischen Musiker, Schauspieler und Regisseur Sergej Schnurow (bekannt als Frontmann der Gruppe Leningrad) kennen, mit dem sie bis 2007 liiert war.
2006 spielte sie im Film „Волкодав из рода Серых Псов“ (englisch: „Wolfhound“) die Prinzessin Helen.
Akinschina war von 2007 bis 2010 mit einem russischen Geschäftsmann namens Dmitri Litwinow verheiratet. Sie hat mit ihm einen Sohn.

## Filmografie (Auswahl)
- 2001: Ungleiche Schwestern (Сёстры)
- 2002: Lilja 4-ever
- 2004: Die Bourne Verschwörung (The Bourne Supremacy)
- 2006: Moscow Zero
- 2011: Wyssozki – Danke, für mein Leben (Высоцкий. Спасибо, что живой)
- 2020: Sputnik – Es wächst in dir
- 2021: Tschernobyl 1986